# Auxicerus platyceps
Auxicerus platyceps is een keversoort uit de familie vliegende herten (Lucanidae). De wetenschappelijke naam van de soort werd in 1883 gepubliceerd door Charles Owen Waterhouse.